# Szindikátus
A szindikátus a tőkés monopóliumok egyik, a kartellnél fejlettebb formája. A szindikátusban részt vevő vállalatok megtartják önállóságukat a termelésben, de a kereskedelem területén önállóságuk korlátozott. Közös irodát szervez a szindikátus a termékek értékesítésére, gyakran a nyersanyag beszerzésére is. A szindikátuson belül a megegyezésre lépő vállalatok között a konkurencia lehetősége szűkebb, mint a kartell esetében.
Nem eléggé szabatos használatú kereskedelmi kifejezés, amely az önálló vállalatok együttes eljárásánál fordul elő. Szorosabb értelemben véve azt a központi, intézkedő közeget jelölik e szóval, amely az illető vállalatok együttes tevékenységét intézi: ilyen értelmű használat mellett a szindikátus tulajdonképpen a bizalmi szereplők kis csoportját jelenti, akik meghatározzák, esetleg maguk elintézik azokat a teendőket, amelyek a társulás sikerét előmozdítják s biztosítják, továbbá utasítják az egyes vállalatokat a közös érdekekből szükséges eljárások foganatosítására. Ilyen értelemben lehet szó a kartellek, ringek és trustök szindikátusairól, amelyek ez esetekben rendesen választott bíróságokként járnak el az egyesült vállalatoknak egymás elleni követeléseik elintézésénél.